# Ultima cavalcadă spre Santa Cruz
Ultima cavalcadă spre Santa Cruz (titlul original: în germană Der letzte Ritt nach Santa Cruz) este un film western austro–vest-german, realizat în 1964 de regizorul Rolf Olsen, protagoniști fiind actorii Edmund Purdom, Mario Adorf, Marianne Koch și Thomas Fritsch.

## Rezumat
Banditul Pedro Ortiz este eliberat din închisoare și pleacă împreună cu cei doi ortaci ai săi fără scrupule José și Fernando la mina de argint Santa Cruz, unde a ascuns prada din ultimul lor atentat. Dar mai întâi vrea să se răzbune pe Rex Kelly, care l-a băgat după gratii. Kelly nu mai este șerif și conduce o bancă. Ortiz răpește soția lui Rex și fiul ei Steve și pretinde o sumă uriașă de răscumpărare. Kelly pleacă după bandă pentru a-și elibera familia. Pe munte are loc o confruntare între Kelly și Ortiz...

## Distribuție
- Edmund Purdom – Rex Kelly
- Mario Adorf – Pedro Ortiz
- Marianne Koch – Elisabeth Kelly
- Thomas Fritsch – Carlos
- Klaus Kinski – José
- Walter Giller – Woody
- Marisa Mell – Juanita
- Sieghardt Rupp – Fernando
- Edmund Hashim – șeriful
- Florian Kühne – Steve Kelly
- Kurt Nachmann – Henry Miller
- Martin Urtel – Priester
- Joaquín Gómez – deputatul (nemenționat)
- Rolf Olsen – John (amploaiatul de la bancă) (nemenționat)